# Мартин морський
Мартин морський (Larus marinus) — птах родини мартинових. Гніздиться узбережжях північної частини Атлантичного океану — в Північній Америці та Європі. В Україні залітний вид.

## Опис

### Морфологічні ознаки

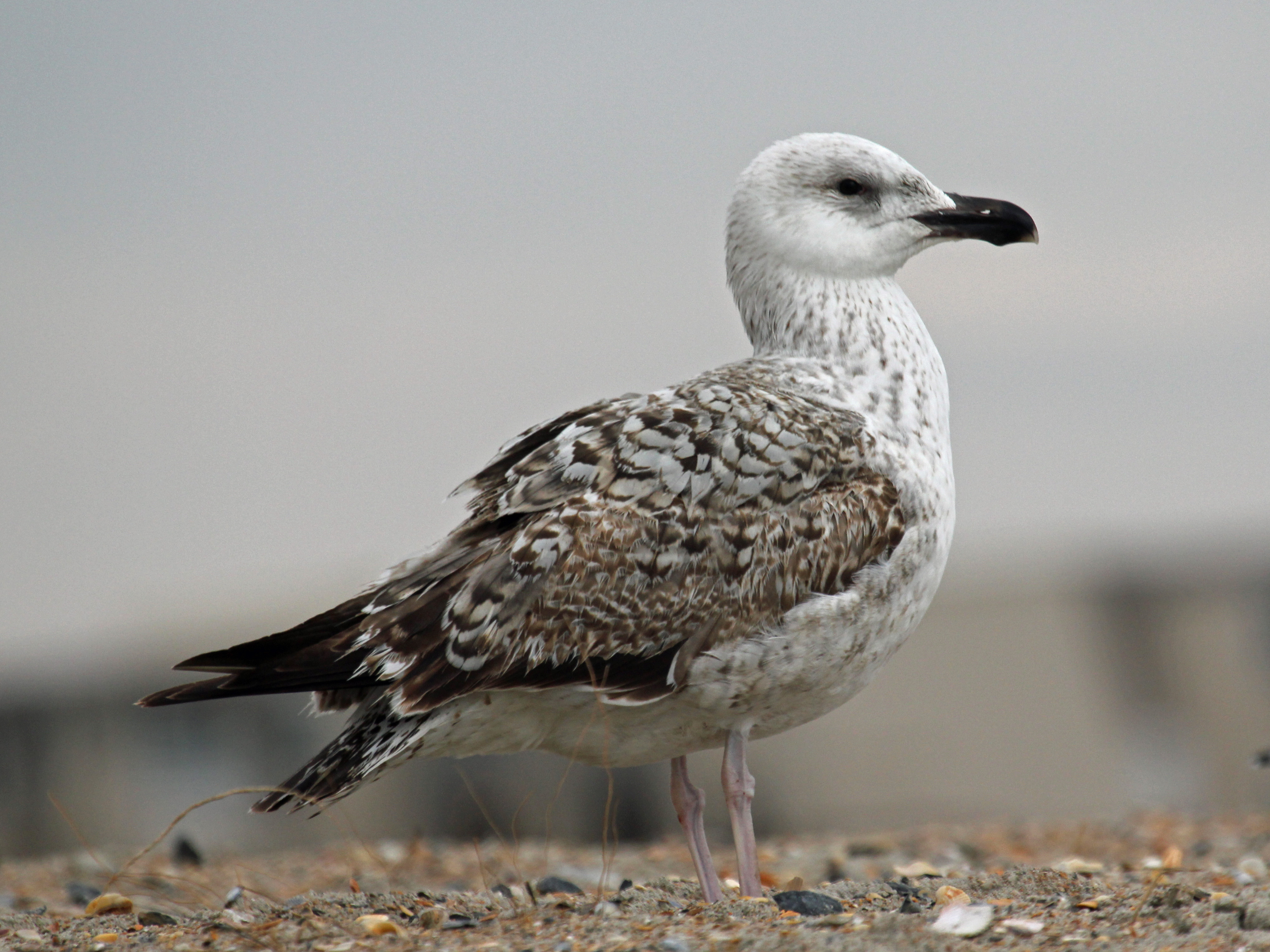
Молодий птах

Мартин досить великих розмірів. Маса тіла 1,3-2,2 кг, довжина тіла 64-78 см, розмах крил 150–170 см. У дорослого птаха в шлюбному вбранні спина і верх крил сірувато-чорні; решта оперення біла; на верхівці зовнішніх першорядних махових пер білі плями, по краю внутрішніх першорядних і другорядних махових пер проходить вузька біла смуга; навколоочне кільце червоне; дзьоб жовтий, з червоною плямою спереду на нижній щелепі; ноги рожеві; райдужна оболонка ока жовта або сірувата; у позашлюбному оперенні голова, шия і воло з буруватими плямами. У молодого птаха першого року життя пера спини і верху крил темно-бурі, зі світлою облямівкою; махові пера темно-бурі, другорядні — з білою верхівкою; решта оперення білувата, з темними рисками і плямами; хвіст білуватий, з темною смугою на кінці; дзьоб темно-бурий; райдужна оболонка ока коричнева; навколоочного кільця нема; на другому році в оперенні спини і крил з'являється сірий колір; голова, шия і весь низ білуваті, з незначною бурою строкатістю; на третьому році спина і частина покривних пер крил сірувато-чорні.
Дорослий морський мартин від дорослого чорнокрилого мартина відрізняється більшими розмірами та рожевими ногами; молодий птах від молодого чорнокрилого мартина — більшими розмірами і світлішим забарвленням, особливо нижньої частини тулуба, хоча іноді відрізнити складно.

### Голос
Голос подібний до голосу жовтоногого мартина, але нижчий за тональністю.

## Поширення
Морський мартин гніздиться на узбережжях північної частини Атлантичного океану: в Північній Америці та Європі (від Франції до Кольського півострова). Населяє також острови: Ісландія, Фарерські, Британські, Ведмежий, Шпіцберген. Протягом ХХ ст. відмічене інтенсивне розширення ареалу як на південь, так і на північ. Взимку птахи здійснюють міграції з північних районів гніздового ареалу у більш південні (до Середземномор'я). Проте частина птахів не відлітає, живлячись на сміттєзвалищах.

## Чисельність
Чисельність в Європі оцінена в 110–180 тис. пар, вона зростає. Зимує в межах Європи понад 150 тис. особин.

## Гніздування

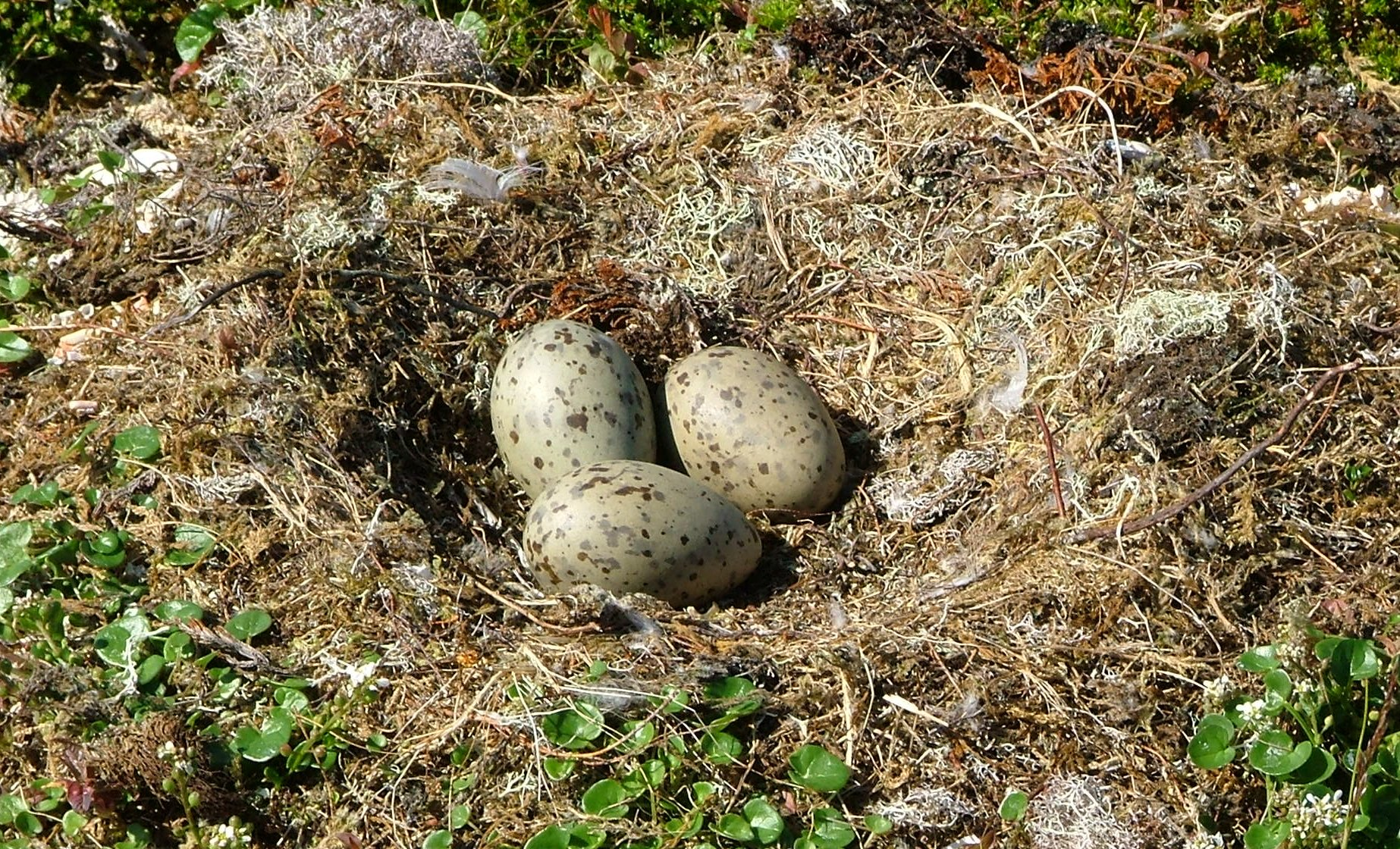
Кладка морського мартина

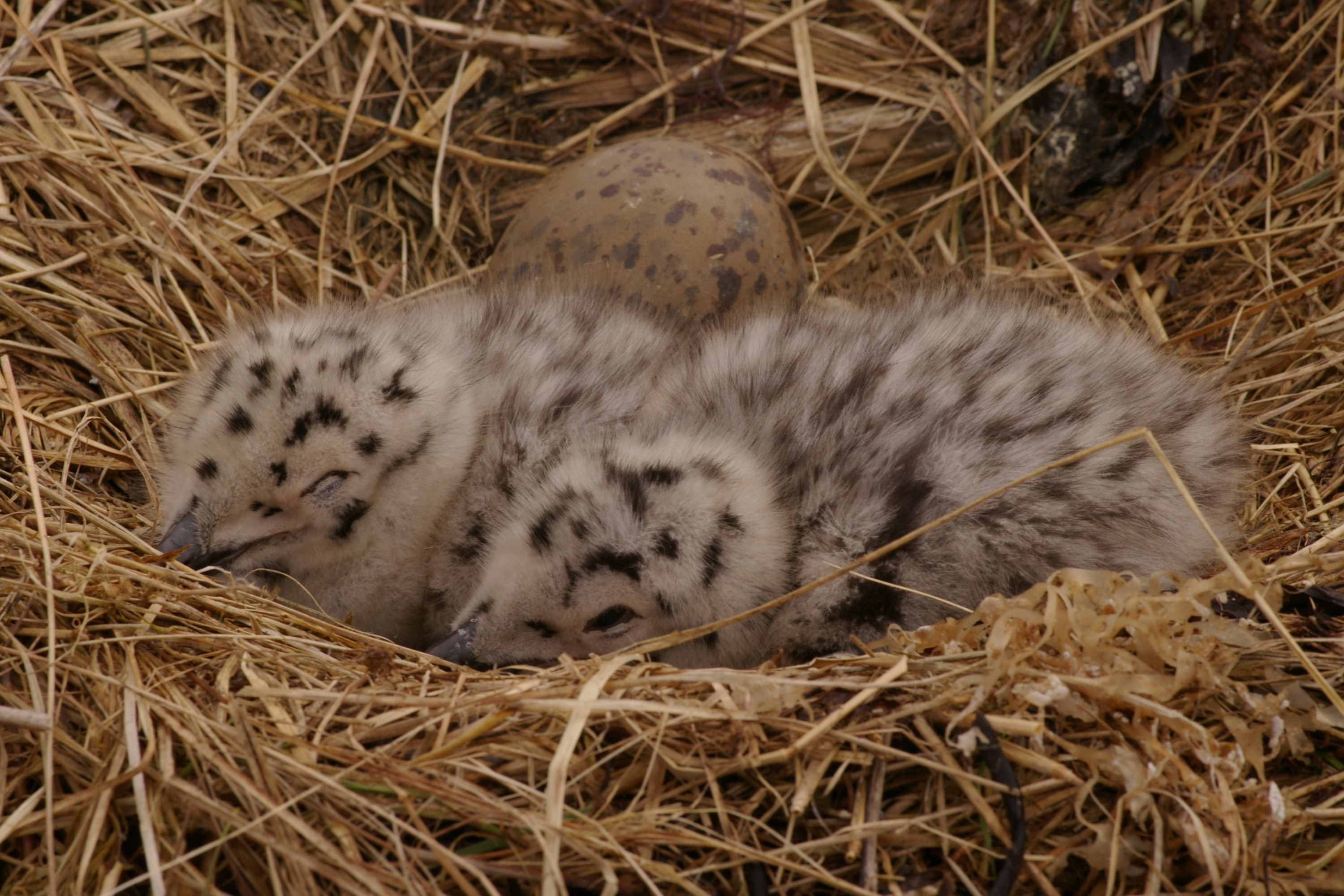
Пухові пташенята в гнізді

Статевої зрілості морські мартини досягають у віці 4-5 років. Гніздяться на скелястих морських узбережжях та прибережних островах окремими парами або невеликими розрідженими колоніями. Гніздовий період триває з квітня до липня. Повна кладка складається з 2-3 яєць. Забарвлення яєць від сірувато-вохристого до оливково-бурого з глибокими сірими і поверхневими темно-бурими плямами. Гніздо будує з рослинного матеріалу, його діаметр близько 40 см; діаметр лотка — 26 см. Насиджування триває 27-29 діб. Новонароджені пташенята важать 80-90 г. Наступного дня батьки починають їх годувати, відригуючи рибу. Молоді птахи починають літали через сім — вісім тижнів.

## Живлення
Склад кормів має географічну, сезонну, статеву та вікову мінливість. Основна здобич морського мартина — риба. Інколи мартини також вживають комах, ракоподібних, молюсків, дрібних птахів та їх яйця, ссавців та покидьки. Живляться на відкритій воді, а також на полях та сміттєзвалищах. Часто супроводжують риболовні судна, підбираючи відходи промислу. Досить часто спостерігається клептопаразитизм по відношенню до пухівок, інших мартинів, поморників. В умовах експерименту мартини з'їдали в середньому 450 г, що складає 36% від середньої ваги дорослого птаха.